# Sedīn-e Do
Sedīn-e Do (persiska: سدین دو, Seyyedīn-e Do) är en ort i Iran.   Den ligger i provinsen Khuzestan, i den centrala delen av landet, 500 km söder om huvudstaden Teheran. Sedīn-e Do ligger 21 meter över havet och antalet invånare är 491.
Terrängen runt Sedīn-e Do är mycket platt.Runt Sedīn-e Do är det ganska tätbefolkat, med 144 invånare per kvadratkilometer. Närmaste större samhälle är Ahvaz, 14,2 km väster om Sedīn-e Do. Trakten runt Sedīn-e Do är ofruktbar med lite eller ingen växtlighet.